# Eyres Bay
Die Eyres Bay ist eine Nebenbucht der Vincennes Bay an der Budd-Küste des ostantarktischen Wilkeslands. Sie liegt zwischen der Westseite der Browning-Halbinsel und der Stirnseite des Vanderford-Gletschers am südlichen Ende der Windmill-Inseln.
Erstmals kartiert wurde sie anhand von Luftaufnahmen der United States Navy, die 1947 und 1948 während der Operation Highjump und der Operation Windmill entstanden. Das Advisory Committee on Antarctic Names benannte sie 1962 nach David L. Eyres (1931–2013) von der US Navy, Mitglied der Mannschaft auf der Wilkes-Station im Jahr 1958.